# Alexander Stolz
Alexander Stolz is een Duitse voetballer die uitkomt voor TSG 1899 Hoffenheim en speelt als doelman.
Eerder speelde hij ook al bij FC Nöttingen, VfB Stuttgart en Karlsruher SC.

## Carrière
Stolz begon zijn carrière in 2004 in de Regionalliga Süd bij FC Nöttingen. In de zomer van 2005 verhuisde hij naar het tweede team van VfB Stuttgart. Een jaar later werd Stolz uitgeleend aan TSG 1899 Hoffenheim. Na zijn terugkeer in juni 2007 werd hij derde keeper in het eerste team van VfB. Vanaf de zomer van 2008 tot de zomer van 2009 was hij er tweede doelman. Op 5 maart 2009 verlengde hij zijn contract bij VfB tot en met juni 2012. In het seizoen 2009/10 werd Stolz tweede doelman nadat Jens Lehmann zijn carrière beëindigde na eerste doelman Sven Ulreich. Na de komst van Marc Ziegler werd hij terug derde doelman.
Op 24 januari 2012 verhuisde Stolz naar Karlsruher SC, toen een tweede klasse ploeg die tegen de degradatie vocht dit kon omdat Stuttgart zijn contract vroegtijdig had beëindigd. Maar hij kwam terecht onder de nieuwe coach Markus Kauczinski en kreeg geen kansen. Na een half jaar werd zijn contract weer ontbonden.
Na een jaar zonder contract werd Stolz ontvangen op 21 augustus 2013 bij TSG 1899 Hoffenheim en hij tekende een contract tot het einde van het seizoen. Al sinds de tweede helft van het seizoen 2012/13 had hij zich fit gehouden bij de U-23 van Hoffenheim te trainen. Zijn Bundesliga debuut maakte hij op 6 april 2014 (29e speeldag) op de 1: 1 gelijk gespeelde uitwedstrijd tegen Hertha BSC, toen hij mocht invallen voor de geblesseerde Koen Casteels na 73 minuten. Het contract van Stolz in Hoffenheim loopt tot 2019.
1 Baumann  ·
2 Hranáč ·
3 Kadeřábek ·
4 Østigård ·
5 Kabak ·
6 Prömel ·
7 Bischof ·
8 Geiger ·
9 Bebou ·
13 Lenz ·
14 Orban ·
15 Gendrey ·
16 Stach ·
17 Tohumcu ·
18 Samassékou ·
19 Jurásek ·
20 Becker ·
21 Bülter ·
22 Prass ·
23 Hložek ·
25 Akpoguma ·
26 Tabaković ·
27 Kramarić ·
29 Touré ·
32 Busk ·
33 Moerstedt ·
34 N'Soki ·
35 Chaves ·
36 Petersson ·
52 Mokwa ·
53 Yardımcı ·
Coach: Ilzer
· Assistent-coach: Hübner
· Keeperstrainer: Stolz